# Three-step test
Il three-step test (letteralmente verifica in tre passaggi) è una clausola inclusa in molti trattati internazionali sulla proprietà intellettuale, la cui origine risale alla revisione nel 1967 della Convenzione di Berna. I firmatari di tale accordo si impegnano ad uniformare eventuali limitazioni ed eccezioni al diritto esclusivo, nelle rispettive leggi nazionali, sul diritto d'autore.
Esso stabilisce i criteri che un uso di un'opera protetta dal diritto d'autore deve soddisfare per essere considerato lecito, anche senza il consenso dell'autore o del titolare dei diritti. Il test viene applicato per valutare le eccezioni e le limitazioni ai diritti esclusivi dell'autore, che consentono l'utilizzo di opere protette senza necessità di ottenere un'autorizzazione specifica. 
Il Test richiede una valutazione a triplice livello per determinare se le eccezioni e le limitazioni al diritto d'autore possono essere considerate valide. Questa valutazione si basa sui seguenti criteri: 
- (i) le eccezioni e limitazioni devono essere applicabili solo in casi specifici e particolari;

- (ii) non devono interferire con l'utilizzo normale dell'opera da parte dei titolari dei diritti;

- (iii) non devono causare un pregiudizio ingiustificato ai titolari dei diritti.

Ci possono essere divergenze nell'interpretazione e nell'applicazione delle tre fasi. Alcuni paesi possono adottare un'interpretazione più restrittiva, applicando rigorosamente il test e limitando le eccezioni ai diritti d'autore solo a casi strettamente necessari e ben definiti. Altri paesi possono adottare un'interpretazione più ampia, consentendo un maggior margine di manovra per le limitazioni dei diritti d'autore per scopi come l'educazione, la ricerca o la parodia. 

## Convenzione di Berna
Il three-step test è stato introdotto in relazione al diritto esclusivo di riproduzione, ai sensi dell'articolo 9 (2) della Convenzione di Berna per la protezione delle opere letterarie e artistiche nel 1967. L'articolo 9 della Convenzione di Berna stabilisce che:

Diritto di riproduzione: 1. Generale, 2. Eventuali eccezioni; 3. Registrazioni sonore e visive - (1) Gli autori di opere letterarie ed artistiche protette dalla Convenzione hanno il diritto esclusivo di autorizzare la riproduzione delle opere stesse, in qualsiasi modo o forma. (2) deve essere di competenza della legislazione dei paesi dell'Unione consentire la riproduzione di tali opere in casi particolari, a condizione che tale riproduzione non sia in contrasto con lo sfruttamento normale dell'opera e non comporti un ingiustificato pregiudizio ai legittimi interessi del titolare. (3) Qualsiasi registrazione sonora o visiva deve essere considerata come una riproduzione ai fini della Convenzione.

Il three-step test, all'articolo 9 (2), non si applica alle eccezioni di diritto d'autore che vengono implementate in altre parti di diverso livello, come ad esempio si trova negli articoli 2 (4,7 e 8), 1bis, 10, 10bis e 13 (1), o nell'appendice.

### Altri trattati sul copyright
Da allora, il three-step test è stato modificato e trapiantato nell'Accordo TRIPs, nel Trattato della WIPO (articolo 10), nella Trattato dell'OMPI sulle interpretazioni ed esecuzioni e sui fonogrammi, nelle direttive sulla protezione giuridica dei software (articolo 6, (3)), nella Direttiva relativa alla tutela giuridica delle banche di dati (articolo 6, (3)), e nella direttiva EU sul diritto d'autore (articolo 5 (5)).
Il test, incluso nell'articolo 13 del TRIPs, recita:

"I Membri possono imporre limitazioni o eccezioni ai diritti esclusivi soltanto in taluni casi speciali che non siano in conflitto con un normale sfruttamento dell'opera e non comportino un ingiustificato pregiudizio ai legittimi interessi del titolare."

Il OMC 3-step test non si applica nei casi in cui le convenzioni di Berna e Roma prevedono norme particolari per le eccezioni, o dei diritti non contemplati dall'accordo TRIPS.

Anche l'Unione Europea con la Direttiva 2001/29/CE del Parlamento europeo e del Consiglio, del 22 maggio 2001, sull'armonizzazione di taluni aspetti del diritto d'autore e dei diritti connessi nella società dell'informazione nell'articolo 5 relativo alle Eccezioni e Limitazioni comma 5 recita:
"Le eccezioni e limitazioni di cui ai paragrafi 1, 2, 3 e 4 sono applicate esclusivamente in determinati casi speciali che non siano in contrasto con lo sfruttamento normale dell'opera o degli altri materiali e non arrechino ingiustificato pregiudizio agli interessi legittimi del titolare."

## Interpretazioni
Il principio giuridico adottato per suggerire come tale formulazione dovrebbe essere interpretata è complesso. Ad oggi, solo in un caso, che ha portato ad un'esenzione da copyright, negli Stati Uniti, permettendo a ristoranti, bar e negozi di riprodurre trasmissioni radiofoniche e televisive senza pagare i costi di licenza, ha effettivamente richiesto un'interpretazione del test. La controversia è poi stata risolta nel '98 mediante una clausola inserita nel Copyright Term Extension Act.
Il three-step test può rivelarsi estremamente importante nel caso in cui le nazioni tentassero di ridurre la portata del diritto d'autore, perché a meno che l'OMC non ritenga le modifiche conformi ai test, questi stati si troverebbero ad affrontare delle sanzioni. Le eccezioni al copyright devono essere definite con chiarezza. Ad esempio, il three-step test è stato invocato come giustificazione per rifiutare alcune eccezioni al diritto d'autore volute dai membri del parlamento francese durante l'esame del controverso disegno di legge sul copyright, il DADVSI.

## Brevetti
L'articolo 30 del TRIPs, che riguarda le limitazioni e le esenzioni eccezionali ai diritti esclusivi conferiti da un brevetto, è anche derivato da un test a tre fasi leggermente modificato,  "tenuto conto dei legittimi interessi dei terzi." Eccezioni ai diritti esclusivi di brevetto non sono soggetti a questo test se sono attuati attraverso l'articolo 31 del TRIPs, o degli articoli 6, 40 o 44.2.